# Kool & the Gang
Kool & the Gang (транскр.  Кул енд д Генг) америчка је диско, соул и фанк група.
Основана је 1964. године у Њу Џерзију. Чланови групе су Роберт Бел, познатији као Кул, који свира бас, његов брат Роналд Бел, који свира тенор саксофон, Џорџ Браун за бубњевима, Роберт Мајкенс, који свира трубу, и Денис Томас, такође на саксофону. Највећу популарност су имали током седамдесетих година, а поготово 1973. када су објавили албум „Wild and Peaceful“. Једини њихов хит који се докопао водеће позиције на листи најслушанијих синглова био је песма „Celebration“.
Група Кул енд д Генг је објавила преко 20 студијских албума.

## Дискографија
- Kool and the Gang (1969)
- Music Is the Message (1972)
- Good Times (1972)
- Wild and Peaceful (1973)
- Light of Worlds (1974)
- Spirit of the Boogie (1975)
- Love & Understanding (1976)
- Open Sesame (1976)
- The Force (1977)
- Everybody's Dancin' (1978)
- Ladies' Night (1979)
- Celebrate! (1980)
- Something Special (1981)
- As One (1982)
- In the Heart (1983)
- Emergency (1984)
- Forever (1986)
- Sweat (1989)
- Unite (1992)
- State of Affairs (1996)
- Gangland (2001)
- The Hits: Reloaded (2004)
- Still Kool (2007)
- Kool for the Holidays (2013)